# Урняк-Кумяк
Урняк-Кумяк — деревня в Лениногорском районе Татарстана. Административный центр Глазовского сельского поселения.

## География
Находится в юго-восточной части Татарстана на расстоянии приблизительно 12 км на юг-юго-запад по прямой от районного центра города Лениногорск.

## История
Основана в 1924 году переселенцами из села Юлтимирово.

## Население
Постоянных жителей было: в 1926 году — 50, в 1938—109, в 1949—135, в 1958 — 31, в 1970 — 24, в 1979—106, в 1989—219, в 2002 году 228 (татары 86 %), в 2010 году 246.